# Joaquín Carbonell
Joaquín Carbonell Martí (Alloza, Provincia de Teruel, 12 de agosto de 1947 – Zaragoza, 12 de septiembre de 2020) fue un cantautor, narrador, poeta y periodista español.

## Biografía
Joaquín Carbonell nació en Alloza (Teruel), hijo de un maestro republicano represaliado por el franquismo y una catalana. Estudió interno cuatro años en los Salesianos de Sarriá (Barcelona). Con 15 años abandonó los estudios y entró a trabajar de botones en el hotel Subur de Sitges. Continuó con su dedicación a la hostelería en localidades de la costa catalana, como sumiller y camarero, aunque en invierno trabajaba en el molino de aceite de su familia en Alloza.
Regresó a Teruel en 1966 y retomó los estudios en el Instituto Nacional de Bachillerato Ibáñez Martín de Teruel (1967-1969), donde tuvo como profesores a José Antonio Labordeta, Eloy Fernández Clemente, director y fundador de la revista Andalán y el actual dramaturgo valenciano José Sanchis Sinisterra. En el diario Lucha (actualmente el Diario de Teruel) publicó una página periódica dedicada a la música pop. En el instituto ganó el primer premio de la canción, sin apenas saber tocar la guitarra, con "Crying in the Chapel" de Elvis Presley, en versión española de Francisco Heredero.
En el instituto de Teruel y el Colegio Residencia San Pablo coincidió como alumno con Federico Jiménez Losantos, el expresidente de Endesa, Manuel Pizarro, y Cesáreo Hernández, con quien dio sus primeros pasos musicales. Allí se considera que nació, de la mano de Labordeta, el movimiento de la Nueva Canción Aragonesa, que incluye a miembros como La Bullonera, Tomás Bosque o el propio Joaquín Carbonell, que en aquel entonces ya comenzaba a componer. Joaquín Carbonell residió en los últimos años en el municipio de La Joyosa (Zaragoza).

### Trayectoria musical
Participó en el I Encuentro de la Canción Popular celebrado en el Teatro Principal de Zaragoza en 1973, que significó la confirmación a escala local de un movimiento nacional de música de cantautor. Enseguida publicó su primer disco “Con la ayuda de todos”, en 1976, y emprendió un recorrido por todos los rincones de Aragón y la mayoría de capitales españolas.
Grabó más de una decena de discos como cantautor, dos de ellos dedicados a la figura del cantautor francés Georges Brassens. Carbonell dirigió y presentó además varios programas de televisión en TVE en Aragón. Posteriormente se inició como poeta y narrador, además de colaborar diariamente en El Periódico de Aragón, donde escribía una sección de entrevistas y la crítica televisiva bajo el título "Antena paranoica". Como músico creó canciones relacionadas con el club de fútbol Real Zaragoza, como son “Corazón de León”, “Zaragol” o el himno oficial del septuagésimo quinto aniversario. También escribió y grabó junto a otros artistas la "Canción para Dimitris".

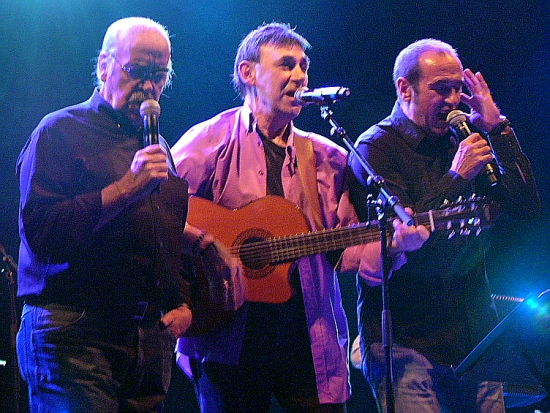
Joaquín Carbonell en escena junto a José Antonio Labordeta y Eduardo Paz

Carbonell actuó a menudo en el Festival Barnasants de Barcelona y en ciudades de Francia como Pau, Toulouse, Saint Jory o París. Viajó en tres ocasiones a Argentina para actuar en numerosas salas de conciertos de ciudades como Buenos Aires, Rosario, La Plata y en Montevideo (Uruguay), en Chile, Costa Rica y República Dominicana.
El 29 de septiembre de 2014 participó en el concierto colectivo en Zaragoza en homenaje a José Antonio Labordeta. Editó también en el otoño de 2014 un doble disco recopilatorio con el título 1 vida & 19 canciones. 
Desde 2015 formaba parte del grupo musical ‘Los Tres Norteamericanos’, junto con Roberto Artigas (Gran Bob) y David Giménez, con los que realizó giras en los últimos años.
En 2017 publicó un nuevo disco con canciones inéditas bajo el título El carbón y la rosa. El 23 de abril de 2019 recibió la Medalla de oro en reconocimiento a una trayectoria profesional. Celebró sus 50 años sobre el escenario con un concierto el 2 de diciembre del 2019 en el Teatro Principal de Zaragoza, del que se editó un disco-libro. Su último concierto fue en Grisel (Zaragoza) el 11 de julio de 2020.

### Trayectoria como escritor y periodista
Trabajó cuatro años como periodista en El Día de Aragón y colaboró en diferentes secciones culturales de El Periódico de Aragón durante más dos décadas. También dirigió y presentó varios programas de televisión en TVE en Aragón y, en colaboración con José Miguel Iranzo realizó dos documentales biográficos: José Iranzo, el Pastor de Andorra (2007) y José Antonio Labordeta, con la voz a cuestas (2009).
Meses antes de morir había empezado a escribir sus memorias y preparaba un documental con el cámara José Carlos Ruiz Cantarero sobre el colegio San Pablo de Teruel.
El 12 de septiembre de 2020 falleció en el Hospital Clínico de Zaragoza, por las complicaciones derivadas del covid-19.

## Reconocimientos

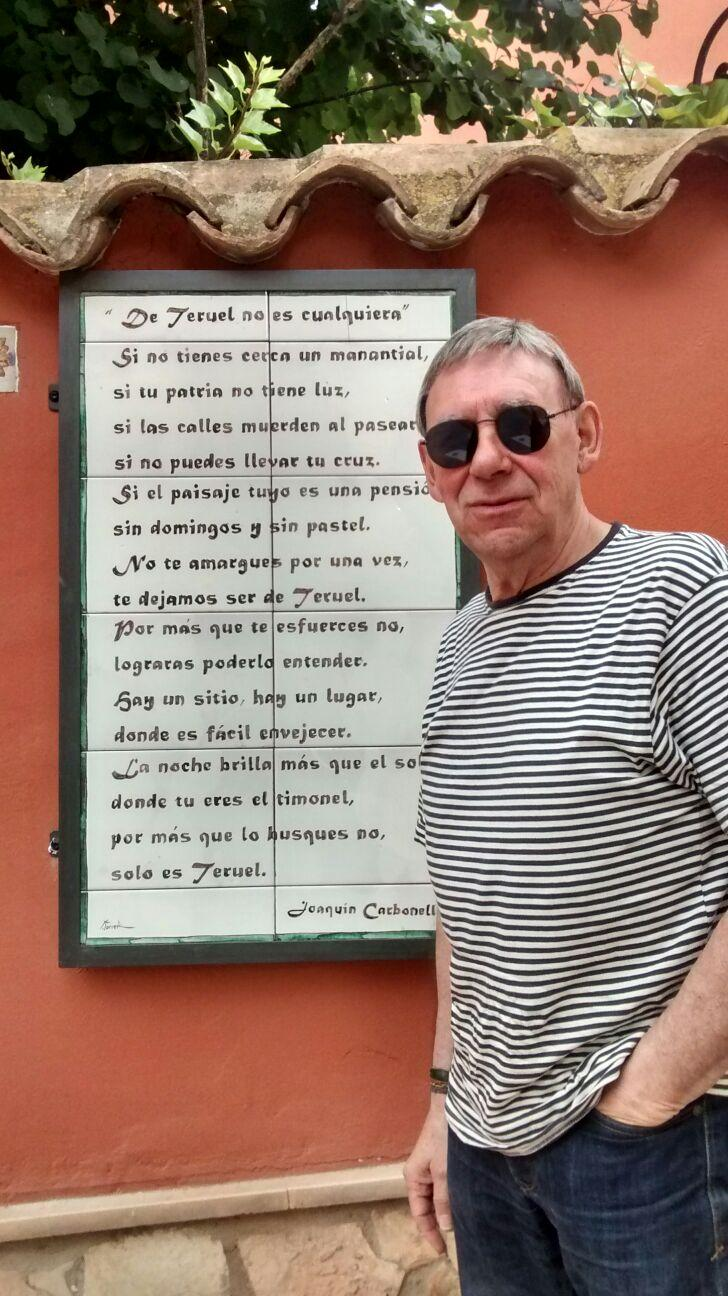
De Teruel no es cualquiera

- Premio Buho premio honorífico reconocer a título póstumo la labor del cantautor, escritor, poeta y periodista turolense Joaquín Carbonell, otorgado por la Asociación Aragonesa de Amigos del Libro en 2021.[10]

- Cruz de San Jorge la más alta distinción que concede la Diputación de Teruel, se premian méritos extraordinarios de personas físicas o jurídicas, que destaquen en los campos de las Artes, Ciencias, Letras u otras para el buen nombre de la provincia, en 2021 se le concede este galardón a Joaquín Carbonell.[11]

- Hijo Adoptivo de la Ciudad de Teruel El Ayuntamiento de Teruel aprobó en un pleno extraordinario celebrado el 7 de abril de 2021 el nombramiento de Joaquín Carbonell como Hijo Adoptivo de la Ciudad de Teruel a título póstumo.[12]

- Hijo adoptivo de Zaragoza El Ayuntamiento de Zaragoza le reconoce a título póstumo su aportación a la cultura aragonesa como uno de los principales cantautores de esta tierra.[13][14]

- Medalla de oro en reconocimiento a una trayectoria profesional, celebrando sus 50 años sobre los escenarios, otorgada por el Centro de Iniciativas Turísticas de Teruel, el 15 de febrero de 2020.[15]

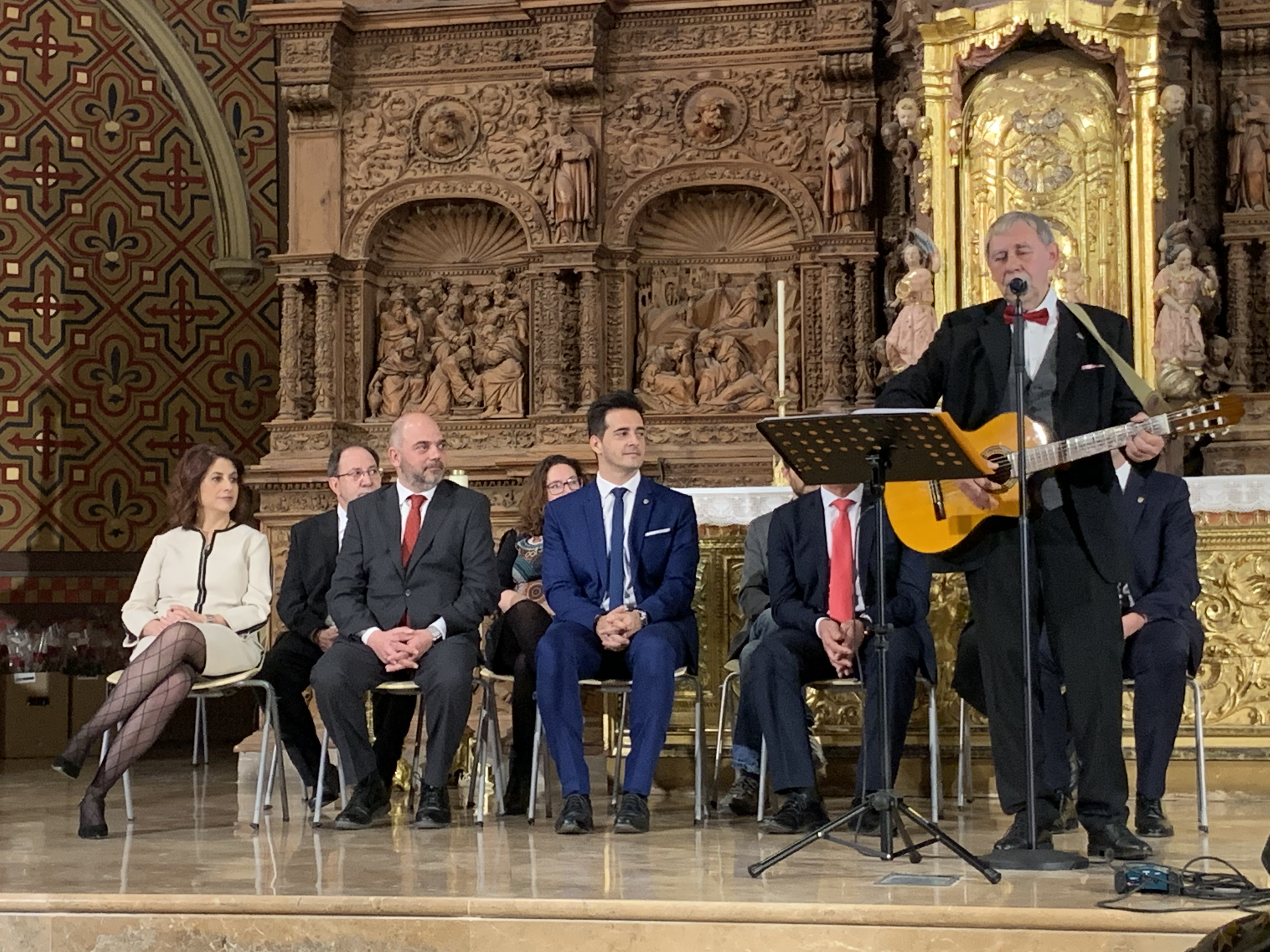

- Medalla al Mérito Cultural, reconociendo “su amplia trayectoria, su continuo compromiso con su tierra y su patrimonio, así como la difusión de los valores y la identidad de nuestra comunidad dentro y fuera de nuestro país” otorgada por el Gobierno de Aragón el 23 de abril de 2019.[16][17] En su discurso, Carbonell afirmó "sin consumidores de cultura, solo crece el desierto".[18]

- Mirador del Bajo Aragón, concedido, en su décima edición, por el Ayuntamiento de Belmonte de San José y la Asociación Cultural y Deportiva Amigos del Mezquín de dicha localidad, el 22 de septiembre de 2012.

- Una plaza en su Alloza natal lleva su nombre, inaugurada el 15 de septiembre de 2012.

- Premio Sol Mayor, por su aportación y dedicación a la divulgación de la música del Bajo Aragón, concedido por la Unión Musical de Nuestra Señora de los Pueyos (Alcañiz), el 26 de noviembre de 2005.

- Premio Especial a toda una Trayectoria en los VI Premios de la Música Aragonesa, celebrados en el Centro Cívico Delicias de Zaragoza el 1 de octubre de 2004.[19]

## Obra discográfica
- Carbonell 50 años. Libro-disco doble (2020)
- Los 3 Norteamericanos. Live in Cariñena (2018)
- El carbón y la rosa (2017)
- Los 3 Norteamericanos. Live in San Martín (2016), CD del grupo cómico musical del mismo nombre formado por Roberto Artigas, David Giménez y Joaquín Carbonell.
- 1 vida & 19 canciones (2014), doble CD recopilatorio.
- Una tarde con Labordeta (2013), junto a Eduardo Paz, grabado en directo en Teruel.
- Vayatrés! (2009), junto a José Antonio Labordeta y La Bullonera.
- Clásica y moderna (2008)
- Cantautores en directo. El concierto! (2007)
- La tos del trompetista (2005)
- Sin móvil ni coartada (2003)
- Homenage a trois (2000)
- Tabaco y cariño (1998)
- Carbonell canta a Brassens (1996), con Joaquín Sabina y Quico Pi de la Serra.

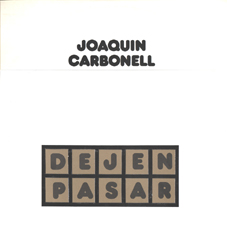
Portada disco - Dejen pasar

- Sin ir más lejos (1979)
- Semillas (1978)
- Dejen pasar (1977)
- Con la ayuda de todos (1976)

## Obra literaria
- Un tango para Federico (Novela histórica, 2016)[20]
- El Artista (Novela histórica, 2014)
- Querido Labordeta (ensayo sobre José Antonio Labordeta, 2012)
- Pongamos que hablo de Joaquín (Una mirada personal sobre Joaquín Sabina, 2011)
- Aragón a la brasa (con R. Miranda)
- Gran Enciclopedia de Aragón Preta (con R. Miranda)
- Proyecto de Estatuto de Aragón plan B) con Roberto Miranda
- El Pastor de Andorra, 90 años de Jota (biografía de José Iranzo, 2005)
- Hola, soy Ángela y tengo un problema
- Las estrellas no beben agua del grifo (novela, 2000)
- La mejor tarde de Goyo Letrinas (novela, 1995)
- Laderas del ternero (poemas, 1994)
- Apaga y vámonos (la televisión: guía de supervivencia, 1992)
- Misas separadas (poemas, 1987)

## Documentales
- Labordeta, con la voz a cuestas (2009)
- José Iranzo, el Pastor de Andorra (2007)